# Acalolepta battonii
Acalolepta battonii es una especie de escarabajo longicornio del género Acalolepta, tribu Monochamini, subfamilia Lamiinae. Fue descrita científicamente por Breuning en 1980.
Se distribuye por Nepal. Mide aproximadamente 17 milímetros de longitud. El período de vuelo de esta especie ocurre en el mes de junio.